# Morti nel 1983/Novembre
| Questa pagina contiene informazioni ricavate automaticamente dalle voci biografiche con l'ausilio del template Bio e di un bot. L'aggiornamento è periodico e automatico e ricostruisce completamente la pagina. Se manca una persona in questa lista, sei pregato di non aggiungerla, ma accertati piuttosto che la sua voce biografica contenga il template Bio e che i dati anagrafici siano correttamente compilati. Se il template Bio manca, inseriscilo tu stesso o, in alternativa, metti l'avviso {{tmp\|Bio}} che ne segnala la mancanza. Se i dati riportati sono sbagliati, correggi direttamente la voce biografica; le modifiche saranno visibili in questa lista entro pochi giorni. Per chiarimenti vedi il progetto biografie. La lista contiene solo le 92 persone che sono citate nell'enciclopedia e per le quali è stato implementato correttamente il template Bio. Pagina aggiornata al 3 mar 2024. |

- 1º novembre - Anthony van Hoboken, musicologo olandese (n. 1887)
- 2 novembre - Hubert Godart, ciclista su strada belga (n. 1913)
- 2 novembre - Leonard Schapiro, storico britannico (n. 1908)
- 3 novembre - Alfredo Antonini, direttore d'orchestra e compositore italiano (n. 1901)
- 3 novembre - May Picqueray, pacifista e sindacalista francese (n. 1898)
- 4 novembre - Elena Luzzatto, architetto italiana (n. 1900)
- 4 novembre - José L. del Valle, avvocato spagnolo (n. 1901)
- 5 novembre - Severino Cavazzini, politico italiano (n. 1903)
- 5 novembre - John Gallaudet, attore statunitense (n. 1903)
- 5 novembre - Eduard Hoesch, direttore della fotografia e produttore cinematografico austriaco (n. 1890)
- 5 novembre - Giorgio Liuzzi, generale italiano (n. 1895)
- 5 novembre - Humberto Mauro, regista, sceneggiatore e attore brasiliano (n. 1897)
- 5 novembre - Jean-Marc Reiser, fumettista francese (n. 1941)
- 5 novembre - C.T.,  italiano (n. 1909)
- 6 novembre - Antonio Aniante, scrittore e commediografo italiano (n. 1900)
- 6 novembre - Renato Chiodini, militare italiano (n. 1914)
- 6 novembre - Italo Giovannucci, politico e avvocato italiano (n. 1903)
- 6 novembre - Marcel Peyrouton, politico francese (n. 1887)
- 6 novembre - Josef Šíma, calciatore cecoslovacco (n. 1905)
- 7 novembre - Salvatore Campochiaro, attore italiano (n. 1893)
- 7 novembre - Umberto Mozzoni, cardinale e arcivescovo cattolico argentino (n. 1904)
- 7 novembre - Germaine Tailleferre, compositrice francese (n. 1892)
- 8 novembre - James Booker, pianista, compositore e tastierista statunitense (n. 1939)
- 8 novembre - James Hayden, attore statunitense (n. 1953)
- 8 novembre - Mordecai Kaplan, rabbino e filosofo statunitense (n. 1881)
- 8 novembre - Betty Nuthall, tennista britannica (n. 1911)
- 9 novembre - Vittorio Vidali, politico e antifascista italiano (n. 1900)
- 10 novembre - Dominique Gaumont, chitarrista francese (n. 1953)
- 10 novembre - Carl Erik Martin Soya, scrittore e drammaturgo danese (n. 1896)
- 10 novembre - Franco Trincavelli, canottiere italiano (n. 1935)
- 11 novembre - Arno Arutjunovič Babadžanjan, compositore e pianista sovietico (n. 1921)
- 11 novembre - Ramona Langley, attrice statunitense (n. 1893)
- 11 novembre - Ovsij Hryhorovyč Liberman, economista sovietico (n. 1897)
- 11 novembre - Valter Roman, politico rumeno (n. 1913)
- 11 novembre - José Villanueva, pugile filippino (n. 1913)
- 11 novembre - Wang Shixuan, cestista cinese (n. 1912)
- 12 novembre - Carlo Borghesio, regista, sceneggiatore e montatore italiano (n. 1905)
- 12 novembre - Maurice Janet, matematico francese (n. 1888)
- 12 novembre - Henri Laoust, orientalista francese (n. 1905)
- 12 novembre - Joan Sales, romanziere, poeta e traduttore spagnolo (n. 1912)
- 13 novembre - Alfrēds Brašmanis, calciatore lettone (n. 1904)
- 13 novembre - Henry Handy, nuotatore, pallanuotista e produttore cinematografico statunitense (n. 1886)
- 13 novembre - Pascalina Lehnert, religiosa tedesca (n. 1894)
- 13 novembre - John Roosma, cestista e militare statunitense (n. 1900)
- 14 novembre - Mario Fazio, ciclista su strada italiano (n. 1919)
- 14 novembre - William Aloysius O'Connor, vescovo cattolico statunitense (n. 1903)
- 14 novembre - Odaba, illusionista, pittore e scultore italiano (n. 1909)
- 15 novembre - Giulio Cogni, scrittore, critico musicale e compositore italiano (n. 1908)
- 15 novembre - Nino Crisman, attore e produttore cinematografico italiano (n. 1911)
- 15 novembre - John Le Mesurier, attore britannico (n. 1912)
- 16 novembre - Janete Clair, autrice televisiva, sceneggiatrice e drammaturga brasiliana (n. 1925)
- 16 novembre - Dora Gabe, poetessa e scrittrice bulgara (n. 1888)
- 16 novembre - Aleksej Guryšev, hockeista su ghiaccio sovietico (n. 1925)
- 16 novembre - Leone Jacovacci, pugile italiano (n. 1902)
- 16 novembre - Enzo Mainardi, poeta e pittore italiano (n. 1898)
- 17 novembre - Allan Carlsson, pugile svedese (n. 1910)
- 17 novembre - Carlo Frassinelli, editore e antifascista italiano (n. 1896)
- 17 novembre - Mariano Rossini, militare italiano (n. 1894)
- 18 novembre - Ivan Albright, pittore statunitense (n. 1897)
- 18 novembre - Flavio Bertelli, scrittore italiano (n. 1916)
- 18 novembre - Marcel Dalio, attore francese (n. 1899)
- 18 novembre - Vladimir Vasil'evič Monachov, regista sovietico (n. 1922)
- 18 novembre - Émile Veinante, calciatore e allenatore di calcio francese (n. 1907)
- 19 novembre - Pietro Gerbore, diplomatico e storico italiano (n. 1899)
- 19 novembre - Carolyn Leigh, paroliera statunitense (n. 1926)
- 19 novembre - Luis Soto Valverde, calciatore spagnolo (n. 1920)
- 20 novembre - Kristmann Guðmundsson, scrittore islandese (n. 1902)
- 20 novembre - Michele Di Giesi, sindacalista e politico italiano (n. 1927)
- 20 novembre - Rino Gritti, calciatore italiano (n. 1948)
- 20 novembre - Marčelo Kufersin, allenatore di calcio e calciatore italiano (n. 1910)
- 20 novembre - Richard Loo, attore statunitense (n. 1903)
- 21 novembre - Alphonse Barbé, attivista, anarchico e editore francese (n. 1885)
- 21 novembre - Giuseppe Corsini, politico italiano (n. 1897)
- 21 novembre - Domenico Meccoli, giornalista e sceneggiatore italiano (n. 1913)
- 21 novembre - Giuseppe Vavassori, calciatore e allenatore di calcio italiano (n. 1934)
- 22 novembre - Michael Conrad, attore statunitense (n. 1925)
- 25 novembre - Gabriel Braun, calciatore francese (n. 1921)
- 25 novembre - Bruno Corbi, pubblicista, politico e partigiano italiano (n. 1914)
- 25 novembre - Anton Dolin, ballerino e coreografo britannico (n. 1904)
- 25 novembre - Lotte Eisner, critica cinematografica, scrittrice e poetessa tedesca (n. 1896)
- 25 novembre - Vladimir Natanovič Gel'fand, scrittore ucraino (n. 1923)
- 26 novembre - Cyril Weidenborner, hockeista su ghiaccio statunitense (n. 1895)
- 27 novembre - Jorge Ibargüengoitia, scrittore messicano (n. 1928)
- 27 novembre - Semën Denisovič Ignat'ev, politico sovietico (n. 1904)
- 27 novembre - Manuel Scorza, scrittore e politico peruviano (n. 1928)
- 28 novembre - Christopher George, attore statunitense (n. 1928)
- 28 novembre - Marcel Houyoux, ciclista su strada belga (n. 1903)
- 28 novembre - Stefan Skoumal, calciatore austriaco (n. 1909)
- 29 novembre - Mauro Casini, compositore e direttore d'orchestra italiano (n. 1921)
- 30 novembre - Edmond Ardisson, attore francese (n. 1904)
- 30 novembre - Vic Lindquist, hockeista su ghiaccio canadese (n. 1908)
- 30 novembre - Richard Llewellyn, scrittore britannico (n. 1906)